# Œuf-en-Ternois
Œuf-en-Ternois is een gemeente in het Franse departement Pas-de-Calais (regio Hauts-de-France) en telt 226 inwoners (1999). De plaats maakt deel uit van het arrondissement Arras.
De herkomst van de naam Œuf is onduidelijk; Ternois is de naam van de streek: het stroomgebied van de rivier Ternoise.

## Geografie
De oppervlakte van Œuf-en-Ternois bedraagt 8,8 km², de bevolkingsdichtheid is 25,7 inwoners per km².
De onderstaande kaart toont de ligging van Œuf-en-Ternois met de belangrijkste infrastructuur en aangrenzende gemeenten.

## Demografie
Onderstaande figuur toont het verloop van het inwonertal (bron: INSEE-tellingen).